# Békési Gyula (tanár, 1847–1896)
Békési Gyula (Túrkeve, 1847. január 18. – Debrecen, 1896. február 3.) középiskolai tanár, királyi tankerületi főigazgató. Békési Gyula tanár (1871–1914) édesapja.

## Életútja
Békési Péter néptanító és Jóna Julianna fiaként született. 1872-től a debreceni református főiskola gimnáziumánál volt tanár, majd 1884-től tankerületi főigazgatóként dolgozott egészen haláláig. Életének önkezével vetett véget. Első neje Nagy Leontin volt (Nagy József városi főjegyző leánya), akivel 1870. március 31-én kötött házasságot Békésen, tőle később megözvegyült. Második felesége Kubek Mária volt (Kubek Sándor járásbíró leánya), akit 1885 májusában jegyzett el és 1885. augusztus 15-én kötöttek házasságot Debrecenben.
A Zsinati Tudósítónál szerkesztőtárs volt 1881. október 15-től december 19-ig, melyből 20 szám jelent meg. Álneve: Józsa Gyula (Debreczeni Protestáns Lap 1881/93.)

## Munkái
- Gyakorlókönyv a métermérték megismertetéséhez. Debrecen, 1874. (2. kiadás. Debrecen, 1875.)
- Görög, római és hun-magyar mondák. Pest, 1875-77. Két füzet.
- Elemi latin nyelvtan. Debrecen, 1876-79. két kötet. (I. kötet. 2. kiadás. 1880. 3. k. 1885. 4. k. 1889. II. kötet 2. kiadás. 1884. Debrecen)
- Közönséges számtan középiskolák számára. Budapest, 1889-90. 3 rész. (Illés Gyulával.)